# 让·格拉奇克
让·格拉奇克（法語：Jean Graczyk，1933年5月26日—2004年6月27日），法国男子自行车运动员。他曾代表法国参加1956年夏季奥林匹克运动会自行车比赛，获得男子团体追逐赛银牌。